# Krummschnabeltinamu

Verbreitungsgebiet des Krummschnabeltinamus

Der Krummschnabeltinamu (Nothoprocta curvirostris), auch Krummschnabelsteißhuhn, ist eine Vogelart aus der Familie der Steißhühner (Tinamidae).
Der Vogel kommt ausschließlich in den Anden vom Norden Ecuadors bis Zentralperus vor von 1800, eher 2800–3900 m Höhe.
Der Lebensraum umfasst feuchten und halbtrockenen Puna und Páramo hoch in den Anden, auf Weideland und Getreidefeldern um oder oberhalb der Baumgrenze, morgens auf unbefahrenen Wegen, gelegentlich auch auf Brandrodungsflächen.
Der Artzusatz kommt von lateinisch curvus ‚gebogen‘ und lateinisch rostrum, -rostris ‚Schnabel‘.

## Merkmale
Der Vogel ist 26–30 cm groß und wiegt 370–380 g. Er ist wachtelartig kräftig gestreift und hat gelbe Beine und einen ausgeprägt gebogenen Schnabel. Die Oberseite ist dunkelbraun gefleckt mit schwarz-weißer Strichelung, während die Kehle weiß ist, über die Brust in gelb- bis rotbraun übergeht, dann an der Unterseite heller wird.
Die Stirn und der Scheitel sind rotbraun mit rötlichen Flecken und kurzen weißen Strichen, der Nacken hat hinten mehr weiße Flecken und Striche. Die Federn der Oberseite sind schwarz in der Mitte mit schwarzen Rändern und breiter schwarzer Subterminalbinde und schwarzer Spitze.
Die Flügeldecken sind etwas rotbraun bis braun gebändert mit hellen Rändern, die Handschwingen sind bräunlich bis schwarz mit weißen Binden auf den Außenfahnen und breiten zimtfarbenen Binden auf den Armschwingen.
Gesicht und Kopfseiten, Kinn und Kehle sind weißlich mit kurzer schwarzer und brauner Strichelung. Nackenseiten und Brust sind blass zimtfarben bis rotbraun mit etwas Weiß, und kleinerer schwarzer Zeichnung. Die übrige Unterseite und die angedeutet gefleckten oder weiß gebänderten Flanken sind zimtfarben bis gelbbraun. Die Iris ist dunkelbraun, der Schnabel an der Oberseite bräun- bis schwärzlich, der Unterschnabel blass gelblich. Die Füße sind gelb bis orange.
Die Geschlechter unterscheiden sich nicht.
Jungvögel sind matter und weniger rotbraun, haben schwarze Flecken.
Die Art kann von anderen, ähnlichen Steißhühnern durch die leuchtend gefärbte Brust und Unterseite sowie durch das Fehlen von Grau am Nacken unterschieden werden. Teilweise überlappt sich der Lebensraum mit dem des Andentinamus (Nothoprocta pentlandii), der gering kleiner ist, blasser auf der Oberseite, weniger deutlich gezeichnet auf der Unterseite und keine Rotfärbung an den Flügeln aufweist.

## Geografische Variation
Es werden folgende Unterarten anerkannt:
- N. c. curvirostris Sclater, P. L. & Salvin, Nominatform, – in den Anden Zentral- und Südecuadors und in Nordperu (Cordillera del Cóndor)
- N. c. peruviana (Taczanowski, 1886), –Anden von Nord- und Zentralperu, Piura, Cajamarca, Amazonas, San Martín, La Libertad, Ancash, und Huánuco, weniger kräftig gefärbt und etwas kleiner

## Stimme
Der Gesang des Männchens wird als Folge von in 5 sekündlichen Intervallen wiederholten 3–5 pfeifenden oder quäkenden Lauten beschrieben, der erste etwas tiefer als die folgenden. Der Warnruf ist ein einzelner Quäkton.

## Lebensweise
Die Art ist vermutlich ein Standvogel, sie tritt einzeln oder paarweise auf.
Die Brutzeit liegt zwischen Januar und August. Das Gelege besteht aus schokoladebraunen Eiern, die vom Männchen ausgebrütet werden. Die Küken sind kräftig schwarz, weißlich und braun gestrichelt.

## Gefährdungssituation
Der Bestand gilt als „nicht gefährdet“ (least Concern).